# Paris-Roubaix 1968
La 66e édition de la course cycliste Paris-Roubaix a eu lieu le 7 avril 1968 et a été remportée au sprint par le Belge Eddy Merckx, devant son compagnon d'échappée Herman Van Springel. La course part pour la troisième fois de Chantilly, et passe pour la première fois par la trouée d'Arenberg.

## Parcours

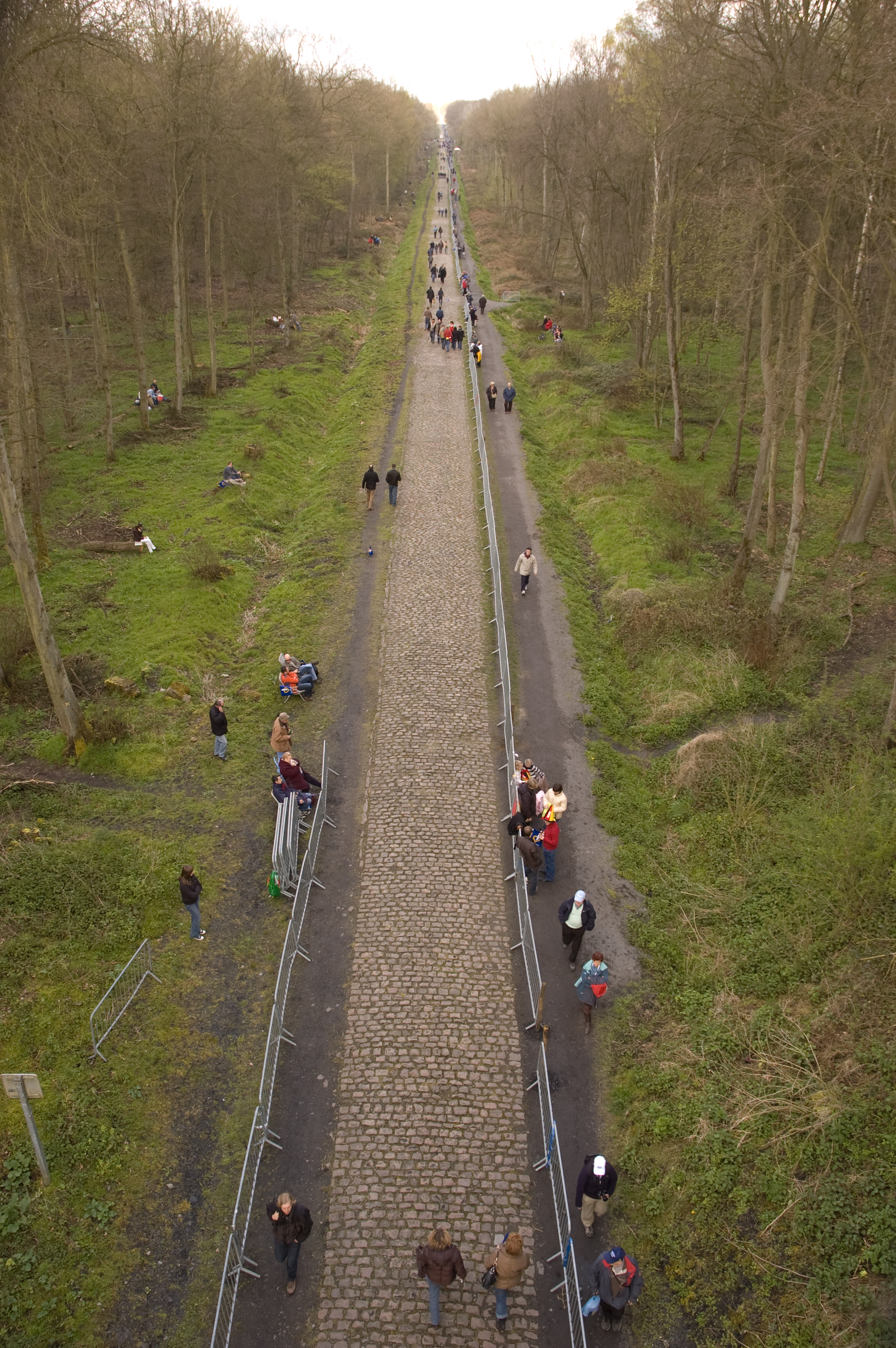
La trouée d'Arenberg, empruntée pour la première fois par Paris-Roubaix en 1968

Cette 66e édition de Paris-Roubaix est la troisième à partir de Chantilly. En 1966, le départ de la course a été déplacé de Saint-Denis à Chantilly, et le parcours passant par Amiens et Doullens a été abandonné pour passer plus à l'est. Les organisateurs ont fait ce choix pour remédier à la disparition des routes pavées, qui ne représentent plus que 22 km du parcours en 1965. De nouveaux secteurs pavés sont ainsi empruntés dans le sud du département du Nord et le Pévèle. Les pavés continuent cependant de disparaître. Ainsi en 1967, le pas Roland, un chemin pavé montant une colline à Mons-en-Pévèle, est à son tour recouvert d'enrobé. Inquiet, Jacques Goddet, à la tête de l'organisation de la course, demande à Albert Bouvet de modifier le parcours en 1968. Afin de trouver de nouveaux secteurs pavés, Bouvet sollicite le cycliste nordiste Jean Stablinski, ancien galibot à Arenberg et qui effectue alors sa dernière saison en tant que coureur professionnel. Stablinski lui présente la trouée d'Arenberg, que Goddet qualifie d'« ornière » à la vue des premières photos. Ce chemin, qui traverse le bois d'Arenberg, figure néanmoins pour la première fois au parcours de la course en 1968. Il est devenu depuis le plus célèbre des secteurs pavés et un symbole de Paris-Roubaix.
Après le départ de Chantilly, la course passe par Senlis, Compiègne, Noyon, Ham, Saint-Quentin, Bohain, Le Cateau-Cambrésis, Solesmes. Au lieu de se diriger vers Denain comme en 1966 et 1967, le parcours traverse Valenciennes pour emprunter ensuite la trouée d'Arenberg, et remonter vers Roubaix par Marchiennes, Coutiches, Templeuve, Cysoing et Hem. La course s'achève au vélodrome de Roubaix, où se trouve la ligne d'arrivée depuis 1943.
Sur un total de 262 km, cette édition compte 56,6 km de routes pavées, intégrées dans les 112 derniers kilomètres de course, à partir de Solesmes. Le tronçon le plus long mesure près de 15 km entre les communes de Templeuve et de Bachy.

## Déroulement de la course
Après quelques attaques sans importance en début de course, cinq coureurs parviennent à former une échappée au 117e km, à Fresnoy-le-Grand : les Français Bernard Van Der Linde et Jean-Marie Leblanc, les Italiens Emilio Casalini et Guido Neri et le Belge Joseph Haeseldonckx. Ils sont rejoints par le Français Roger Pingeon 5 km plus loin. L'avance de ce groupe s'accroit et atteint 4 minutes et 20 secondes à Solesmes, où se trouve le premier secteur pavé. Pingeon lâche alors ses compagnons d'échappée. Pour partie retardés par des crevaisons, ils sont repris par le peloton. L'avance de Pingeon décroit. De 2 minutes et 40 secondes à Valenciennes, elle passe à une trentaine de secondes au moment d'aborder la trouée d'Arenberg. Victime à son tour d'une crevaison, il est rattrapé.
À Warlaing, Roger Cooreman s'échappe. Edward Sels le rejoint. Quelques kilomètres plus loin, à Marchiennes, Eddy Merckx en attaquant provoque la création d'un groupe de tête de 14 coureurs. Des favoris, seul Rik Van Looy n'y figure pas, retardé par une crevaison.
À Coutiches, Merckx attaque une nouvelle fois. Sels le suit, puis Willy Bocklant et Herman Van Springel les rejoignent. Bocklant est distancé par les trois autres à 26 km de l'arrivée, tandis que derrière eux Walter Godefroot est parti seul pour tenter de les rejoindre. Sels est à son tour lâché à la suite d'une crevaison.
Merckx et Van Springel arrivent ensemble au vélodrome de Roubaix pour se disputer la victoire. Merckx, meilleur sprinter et déjà expérimenté sur piste (cinq fois champion de Belgique de l'américaine et deux fois vainqueur des Six jours de Gand), s'impose. Godefroot arrive 1 minute et 37 secondes plus tard. Sels et Victor Van Schil suivent à 3 minutes et 11 secondes, puis viennent Raymond Poulidor (5 minutes et 5 secondes), Henk Nijdam (7 minutes et 46 secondes). Un groupe arrive à plus de huit minutes, réglé par Jan Janssen. Rik Van Looy, victime de trois crevaisons, y figure mais abandonne avant d'entrer sur le vélodrome.

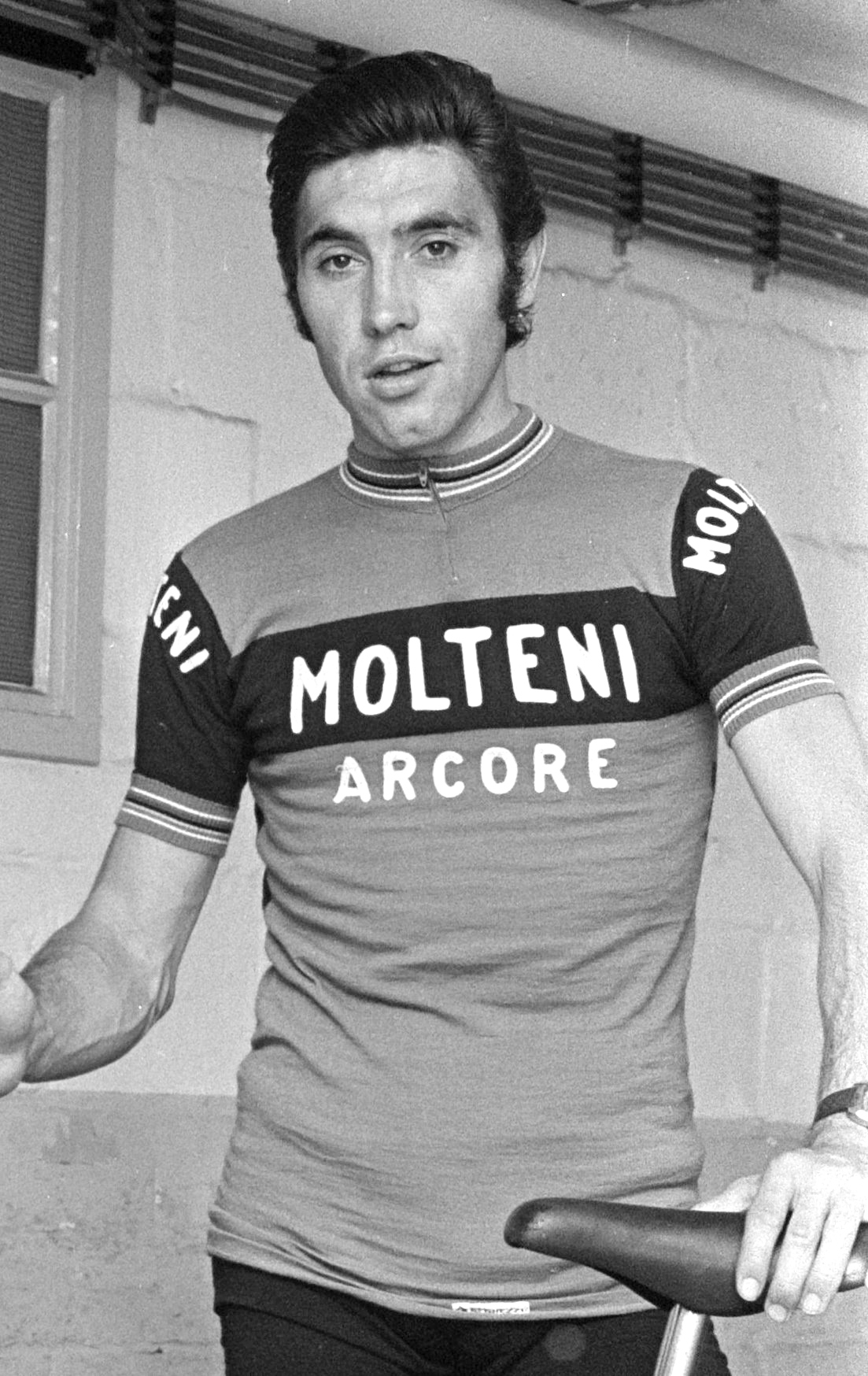
Eddy Merckx, ici en 1973

Merckx remporte ainsi le premier de ses trois Paris-Roubaix. Il s'impose ensuite en 1970 et 1973. Ce succès est le premier d'une série de dix victoires consécutives des coureurs belges, dont six triplés.

## Classement final
|    | Coureur             | Pays     | Équipe                        |    | Temps           |
| -- | ------------------- | -------- | ----------------------------- | -- | --------------- |
| 1  | Eddy Merckx         | Belgique | Faema                         | en | 7 h 09 min 26 s |
| 2  | Herman Van Springel | Belgique | Dr. Mann-Grundig              | +  | 0 s             |
| 3  | Walter Godefroot    | Belgique | Flandria-De Clerck-Krueger    |    | 1 min 37 s      |
| 4  | Edward Sels         | Belgique | Bic                           |    | 3 min 11 s      |
| 5  | Victor Van Schil    | Belgique | Faema                         |    | 3 min 11 s      |
| 6  | Raymond Poulidor    | France   | Mercier-BP-Hutchinson         |    | 5 min 05 s      |
| 7  | Henk Nijdam         | Pays-Bas | Peugeot-Michelin-BP           |    | 7 min 46 s      |
| 8  | Jan Janssen         | Pays-Bas | Pelforth-Sauvage-Lejeune      |    | 8 min 03 s      |
| 9  | Guido Reybrouck     | Belgique | Faema                         |    | 8 min 03 s      |
| 10 | Frans Melckenbeeck  | Belgique | Pull-Over Centrale-Motte-Novy |    | 8 min 03 s      |